# Julio Castro Méndez
Julio Castro Méndez es un médico venezolano especialista en infectología y medicina interna.

## Carrera
Castro se ha desempeñado como médico infectólogo de la Policlínica Metropolitana, director de la organización Médicos por la Salud, miembro de la Sociedad Venezolana de Infectología y profesor del Instituto de Medicina Tropical de la Universidad Central de Venezuela.
Desde 2019, Julio Castro forma parte del Plan País del presidente encargo en disputa Juan Guaidó.
El 15 de marzo de 2020, durante la pandemia de coronavirus de ese año y después de que se confirmaran dos casos en Venezuela, Juan Guaidó anunció la creación de una Comisión de Expertos de la Salud para hacer frente a la pandemia, una comisión compuesta por médicos y académicos expertos en distintas especialidades, entre los que figuraban Julio Castro, quien encabeza la comisión, Gustavo Villasmil, de la Sociedad Venezolana de Medicina Interna, y Edgar Capriles, especialista en Economía de la Salud, entre otros.